# Ricardo Merani
Ricardo Robertho Merani (sinh ngày 27 tháng 10 năm 1989 ở Wamena, Papua, Indonesia) là một cầu thủ bóng đá người Indonesia hiện tại thi đấu cho Persiwa Wamena ở Indonesia Super League.